# Postsolenobia banatica
Postsolenobia banatica är en fjärilsart som beskrevs av Erich Martin Hering 1922. Postsolenobia banatica ingår i släktet Postsolenobia och familjen säckspinnare. Inga underarter finns listade i Catalogue of Life.